# Lüftlmalerei

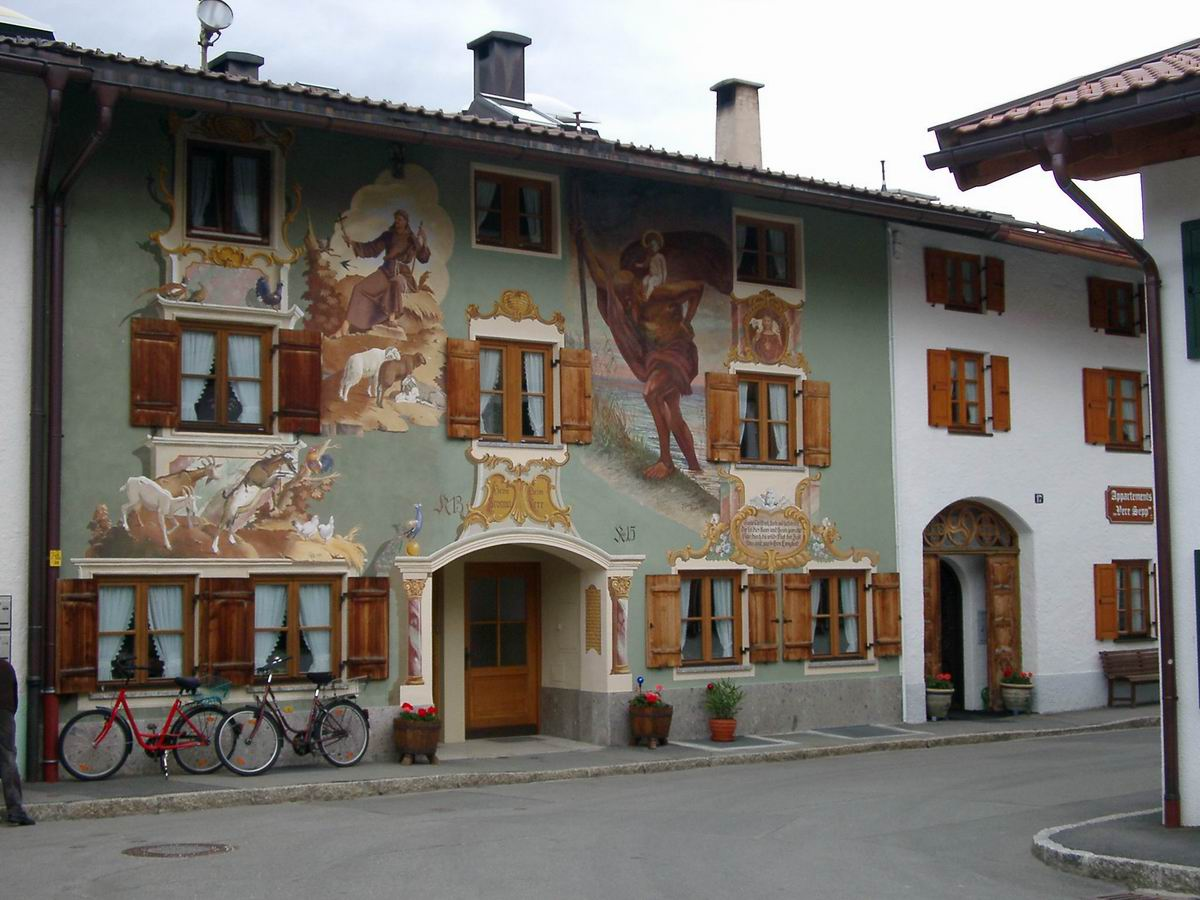
Mittenwald, Ballenhausgasse 13/15

Lüftlmalerei (auch Lüftelmalerei geschrieben) bezeichnet die im süddeutschen und österreichischen kleinstädtisch-ländlichen Raum heimische Kunstform der Fassadenmalerei, insbesondere in Oberbayern (Werdenfelser Land) und in Tirol.

## Stilkunde

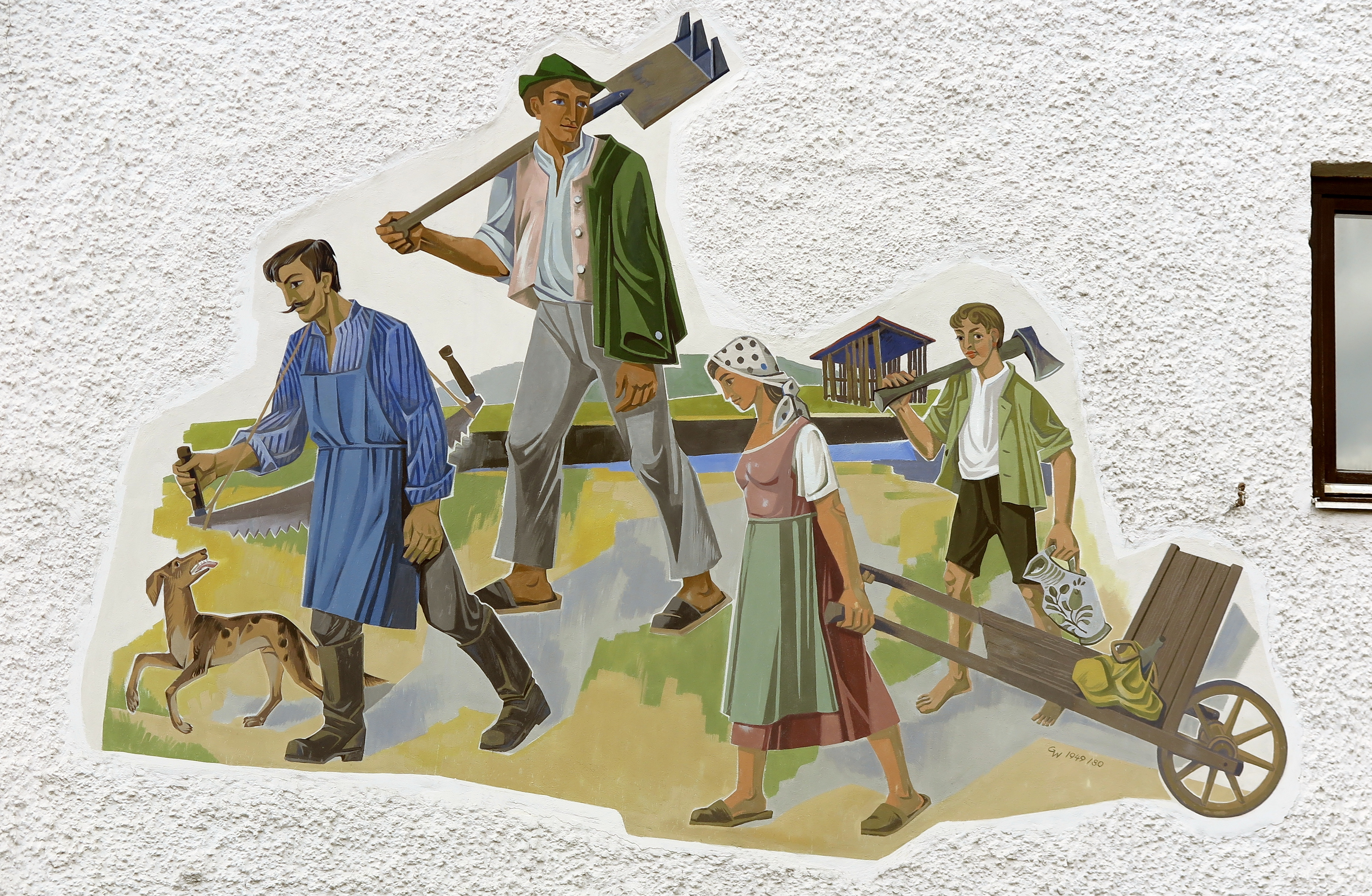
Lüftlmalerei zeigt verschiedene Torfstecherarbeiten (1948)

Die Herkunft der Bezeichnung ist umstritten, wahrscheinlich stammt sie aber vom Heimathaus des Fassadenmalers Franz Seraph Zwinck (1748–1792) aus Oberammergau, Zum Lüftl.
Die Lüftlmalerei ist eine volkstümliche Variante des Trompe-l’œil (Scheinmalerei) aus dem Barock und imitiert Architekturelemente. Eingebettet sind, wie in der Hocharchitektur, auch bildliche Kartuschen, Spiegel und Felder. Deren Sprachschatz erstreckt sich vom Hauspatron oder Hauszeichen über biblische Darstellungen bis hin zu den klassischen Motiven der Bauernmalerei aus dem ländlichen Alltag und der Jagd. Auch Spruchbänder mit Wahlsprüchen sind verbreitet. Weiters ist die Sonnenuhr ein beliebtes Element.
Die Bilder werden dabei in einer Freskotechnik auf den frischen Kalkputz aufgetragen, wobei die Farben in einer chemischen Reaktion mit dem Putz verkieseln und die Gemälde lange Zeit überdauern können. Heute werden auch andere wetterfeste Malmittel verwendet.

## Architekturbeispiele

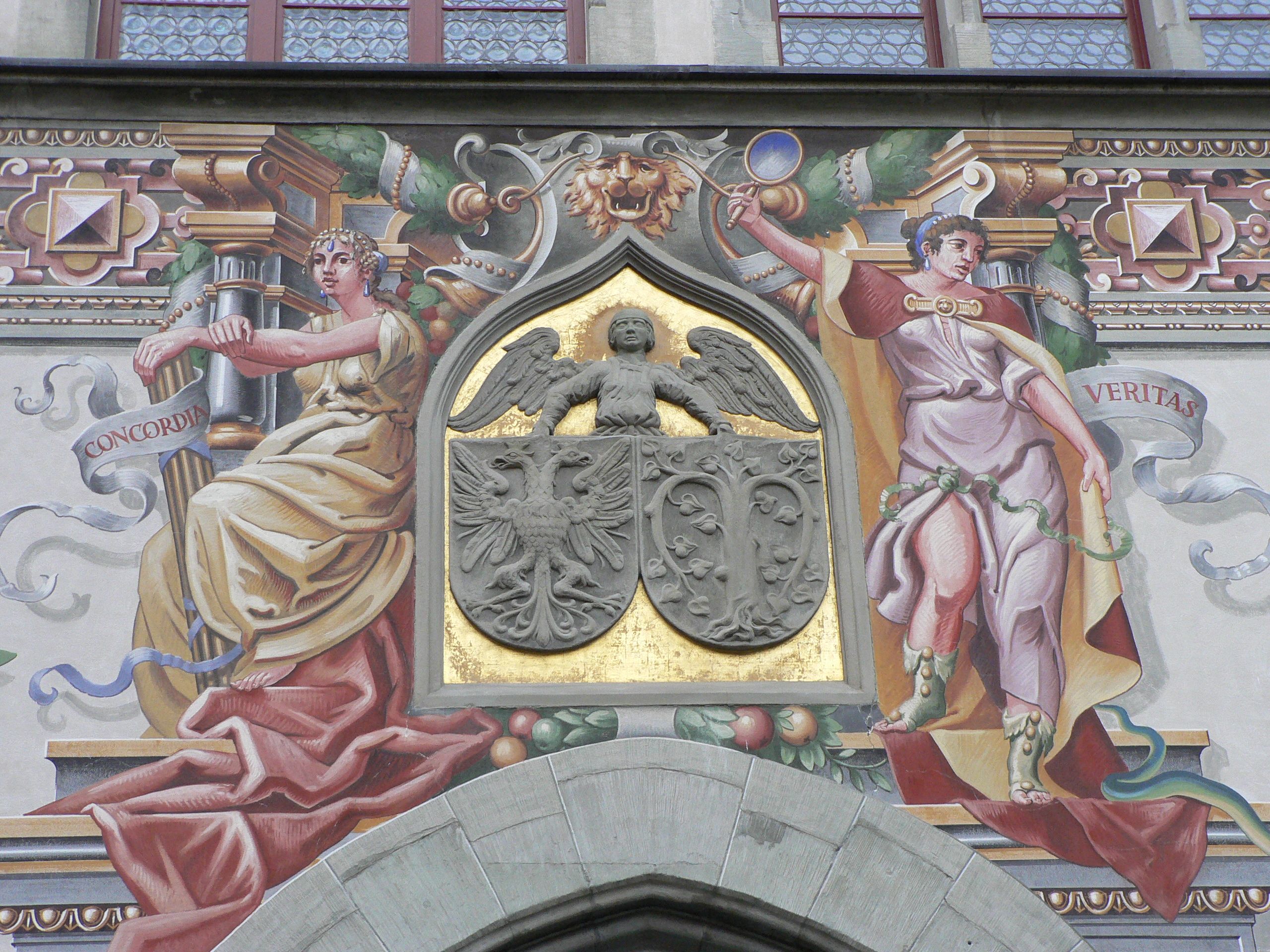
Rathausportal von Lindau (Bodensee)
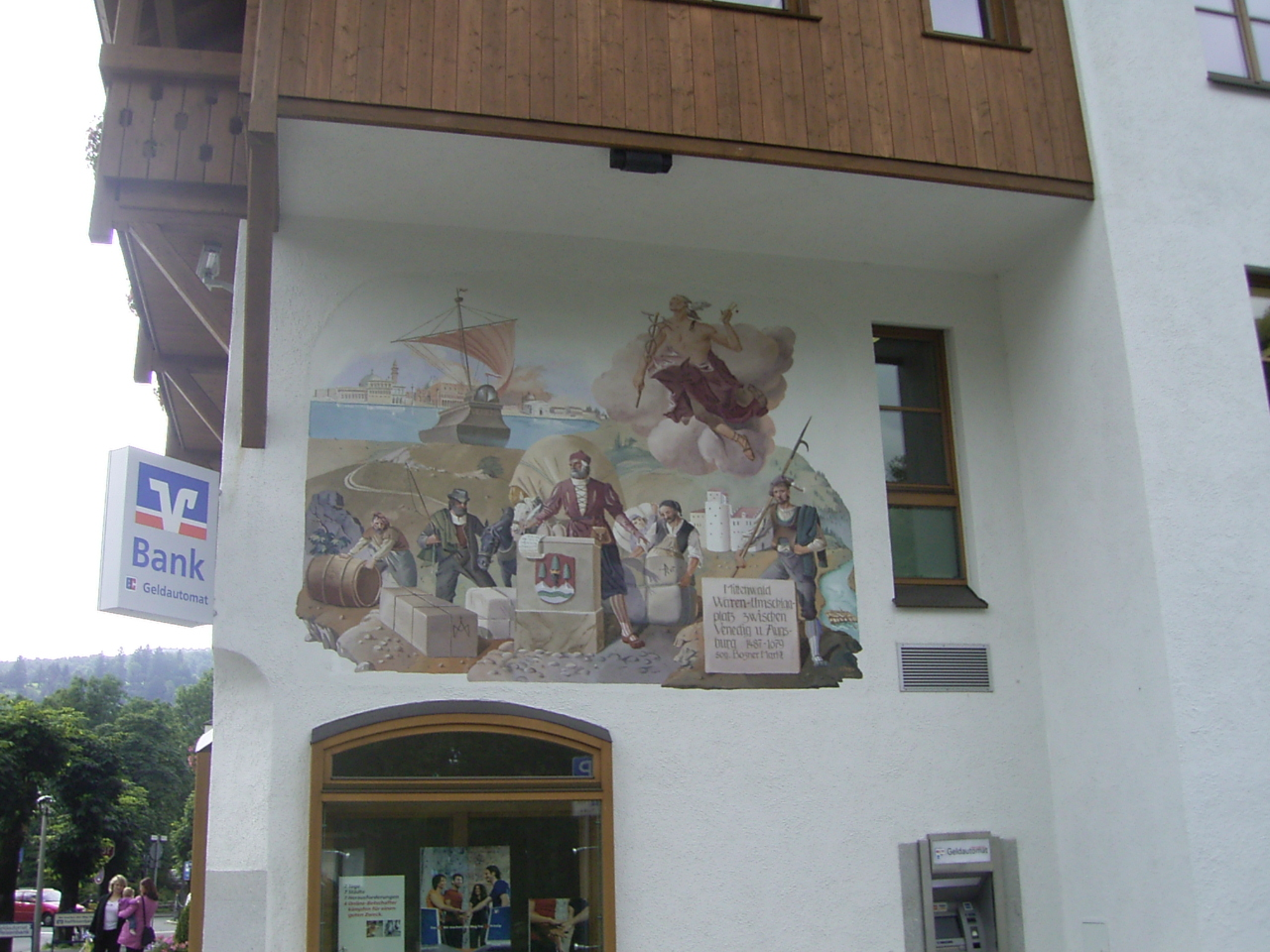
Mittenwald, Detail
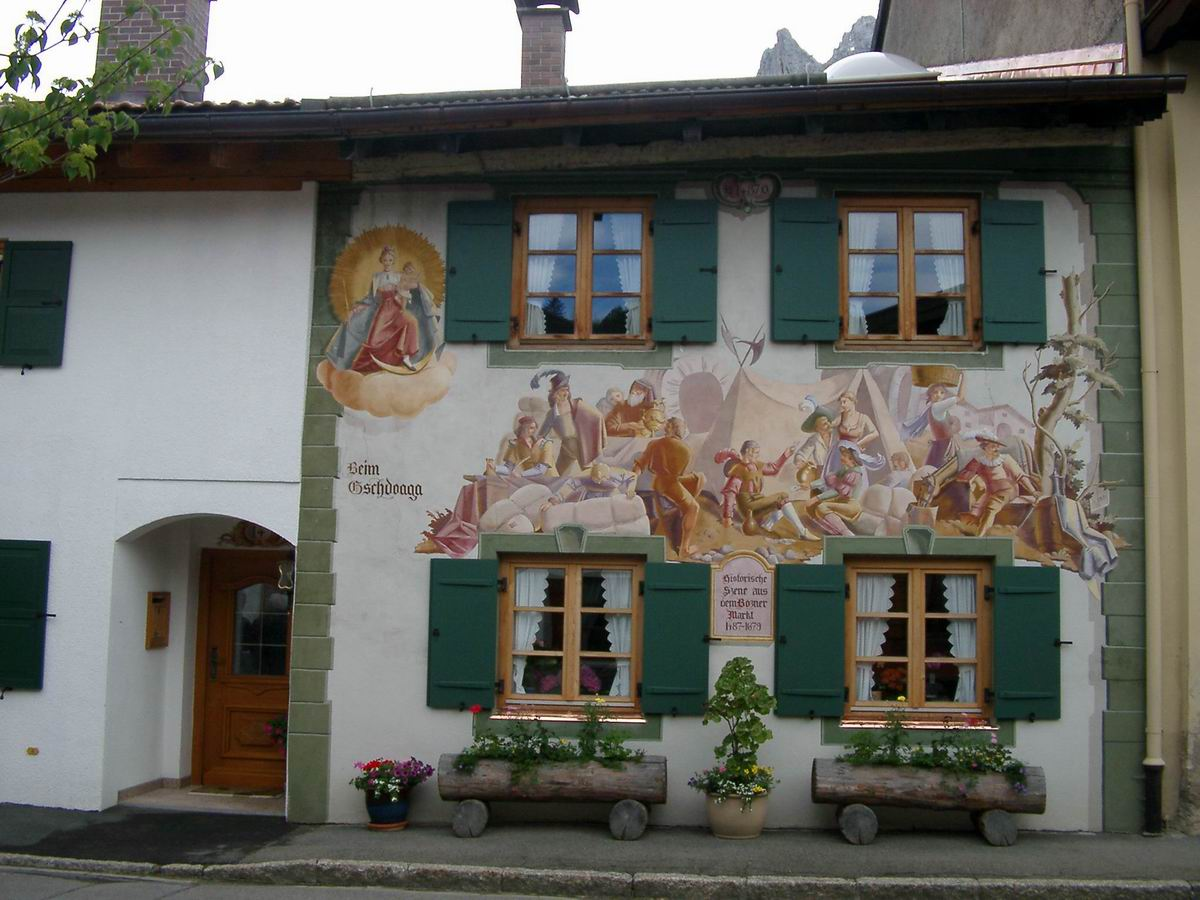
Mittenwald, Ballenhausgasse 12, Beim Gschdoaga
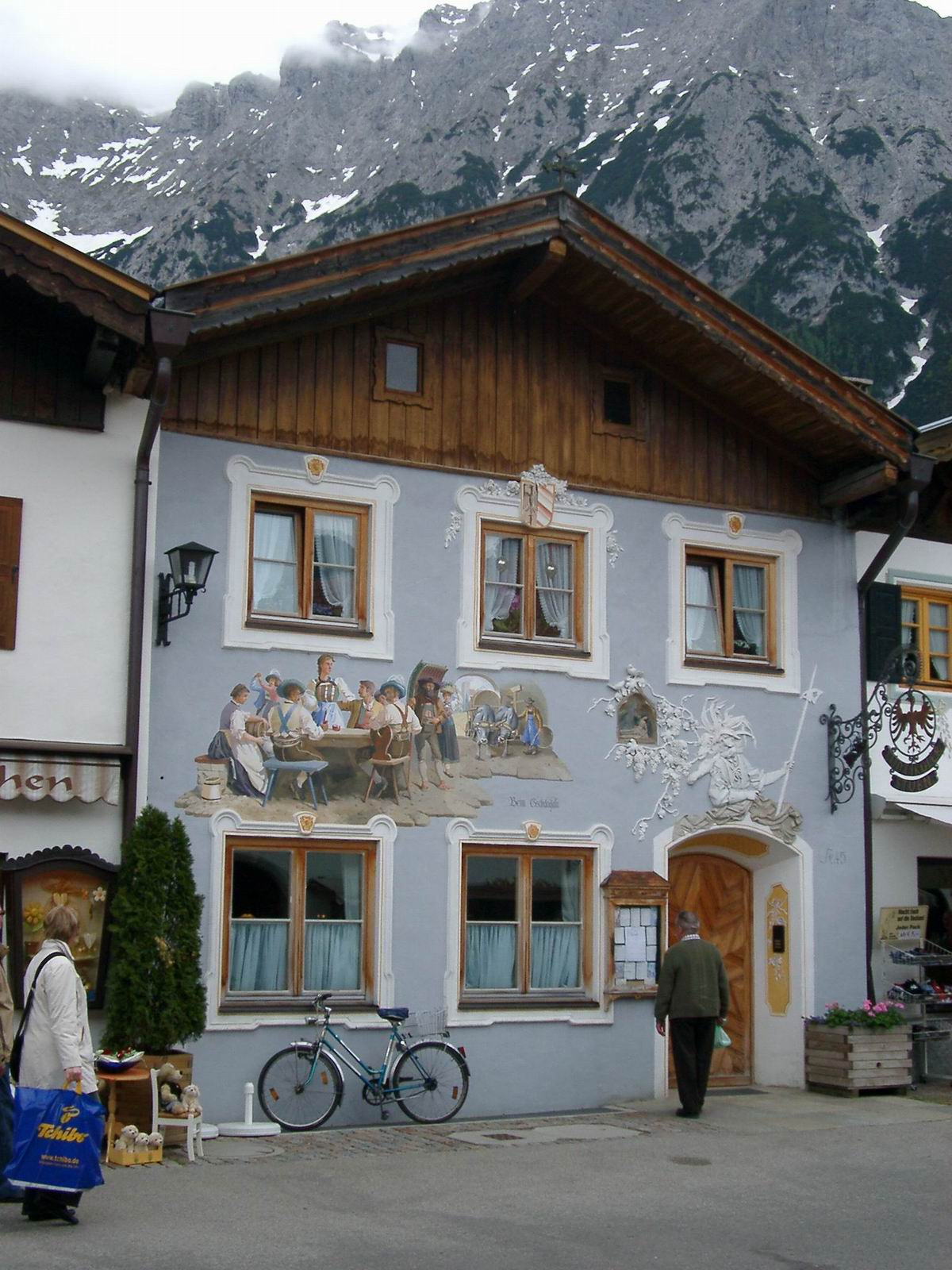
Mittenwald, Obermarkt 45, Südtiroler Stubn
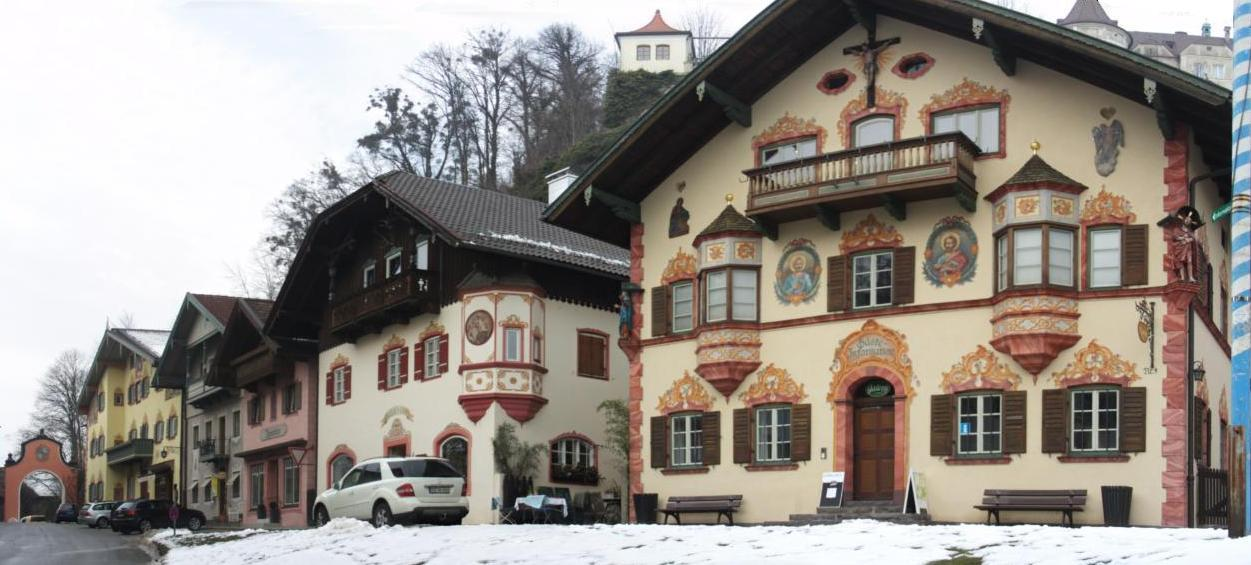
Marktplatz Neubeuern, Landkreis Rosenheim
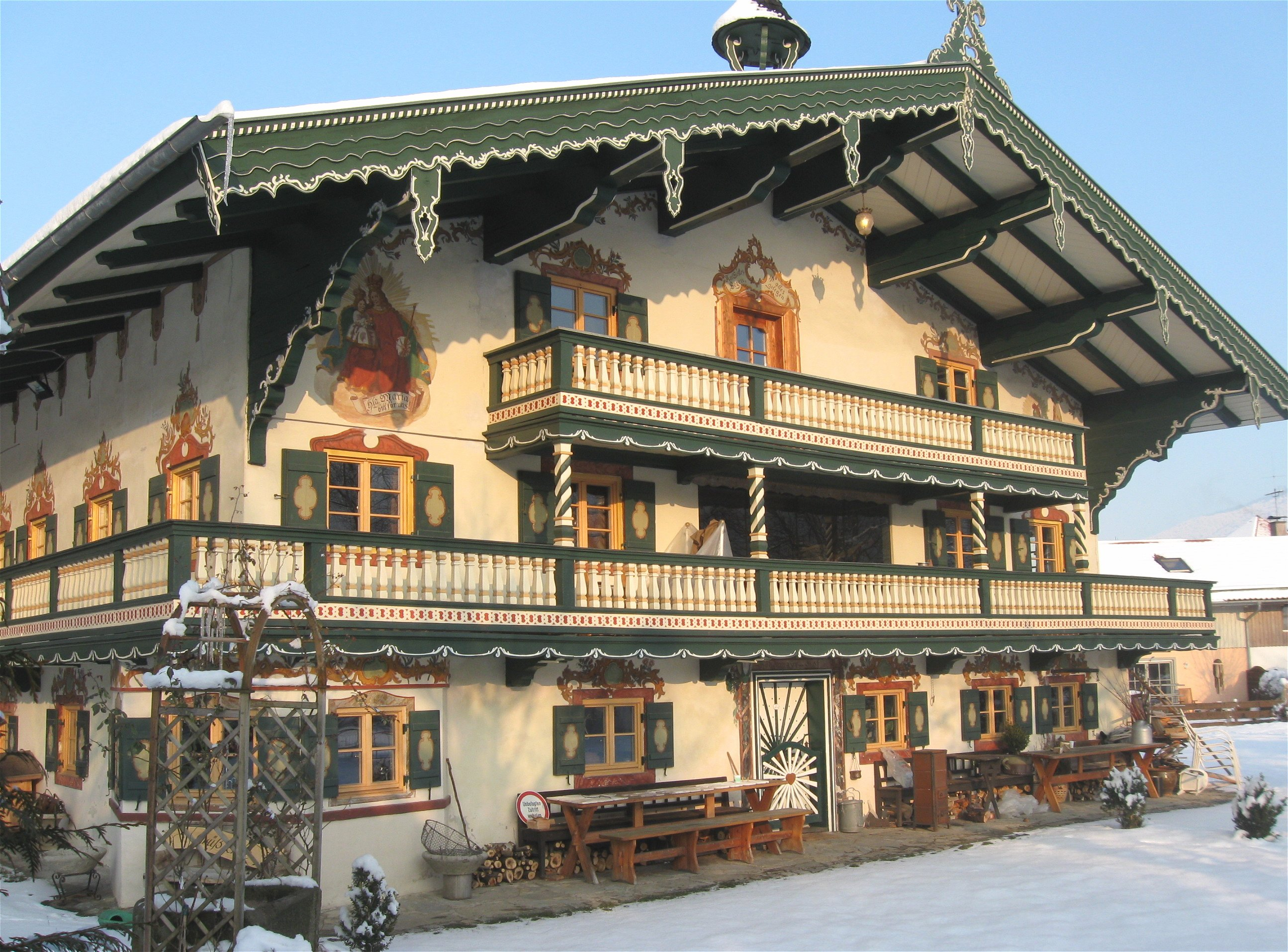
Kiefersfelden, Bauernhaus
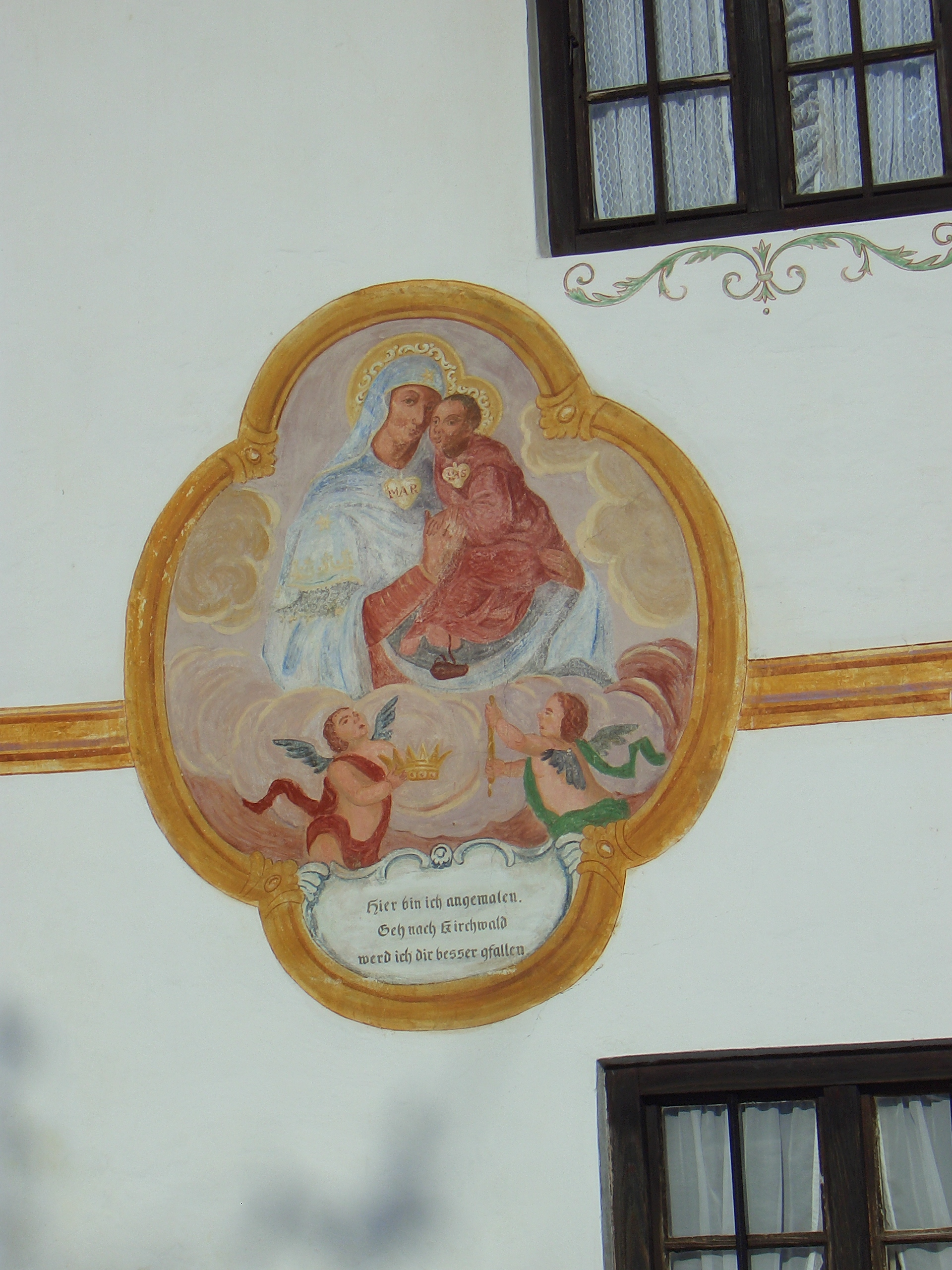
Samerberg, Bauernhaus
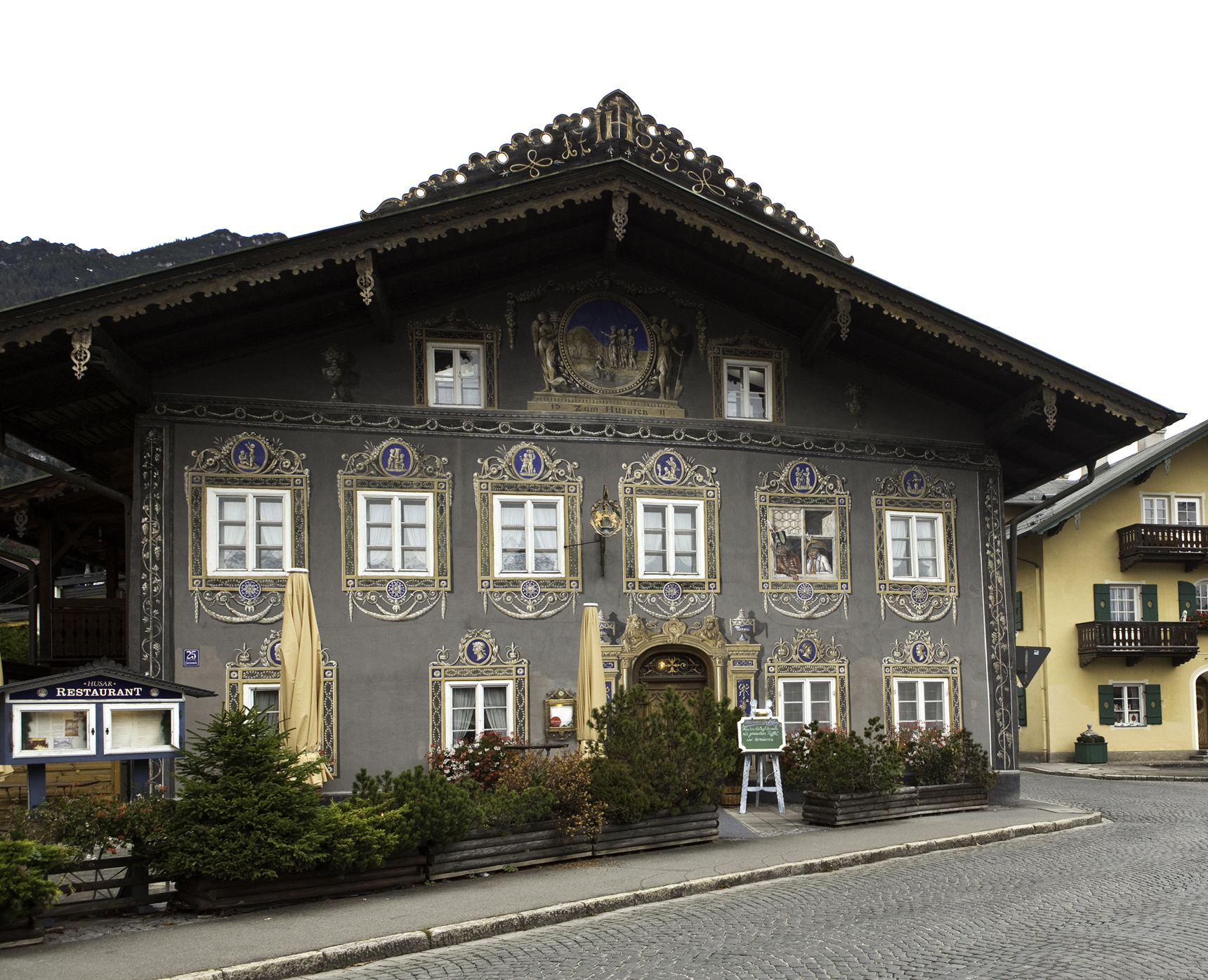
Garmisch-Partenkirchen, Zum Husaren
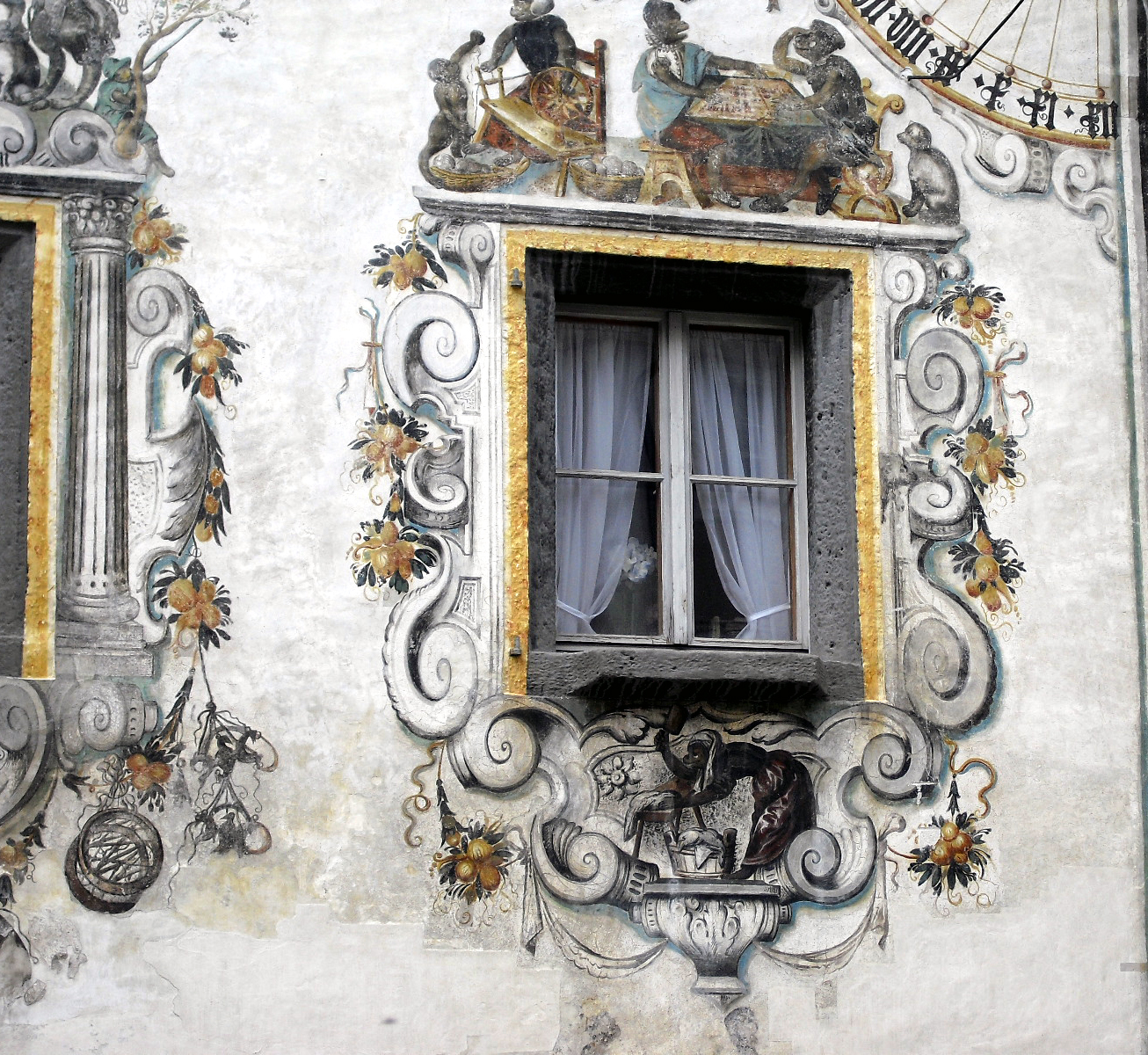
Berchtesgaden, Hirschhaus
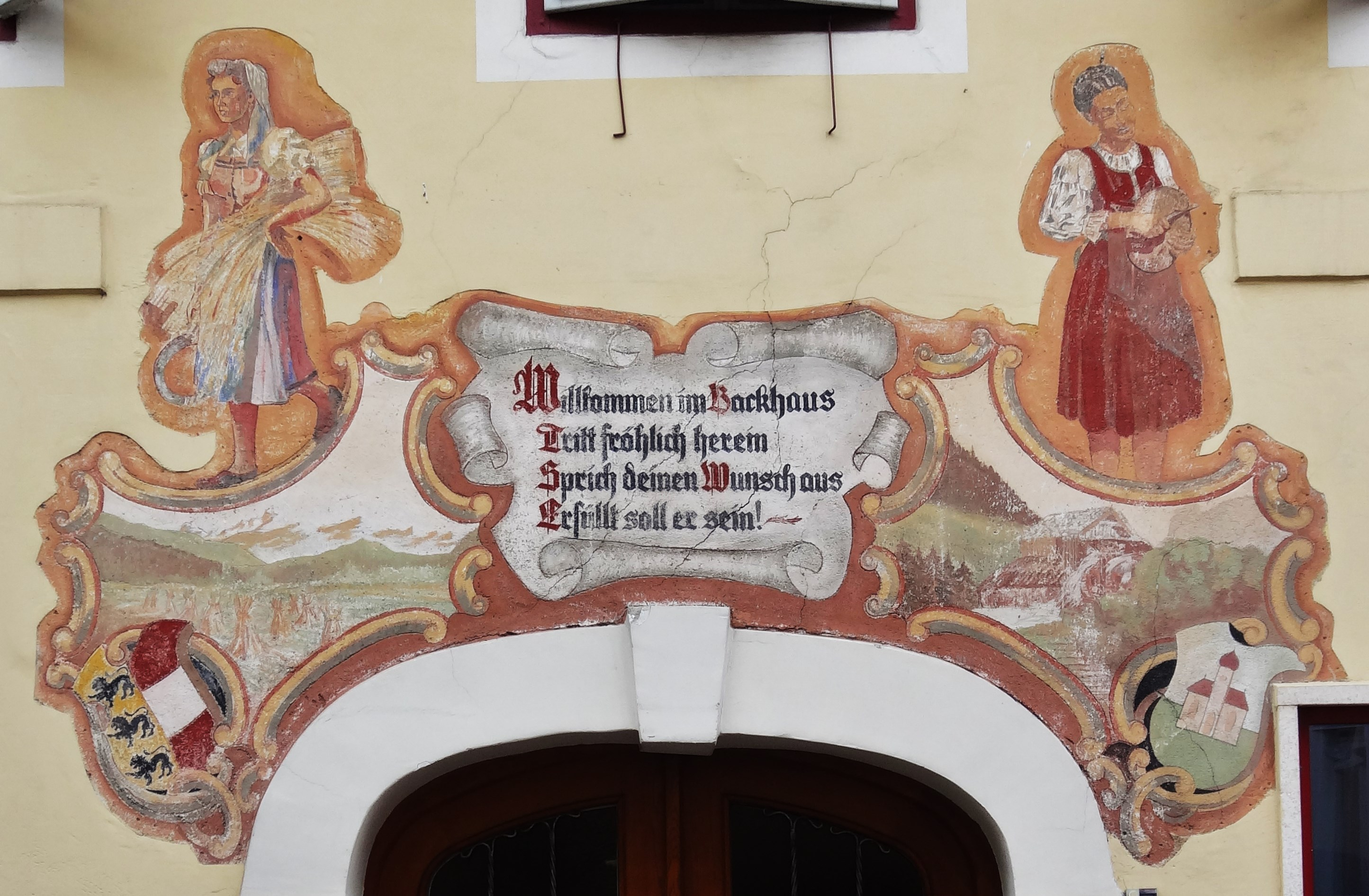
Feldkirchen in Kärnten, Malerei über dem Eingang einer ehemaligen Bäckerei
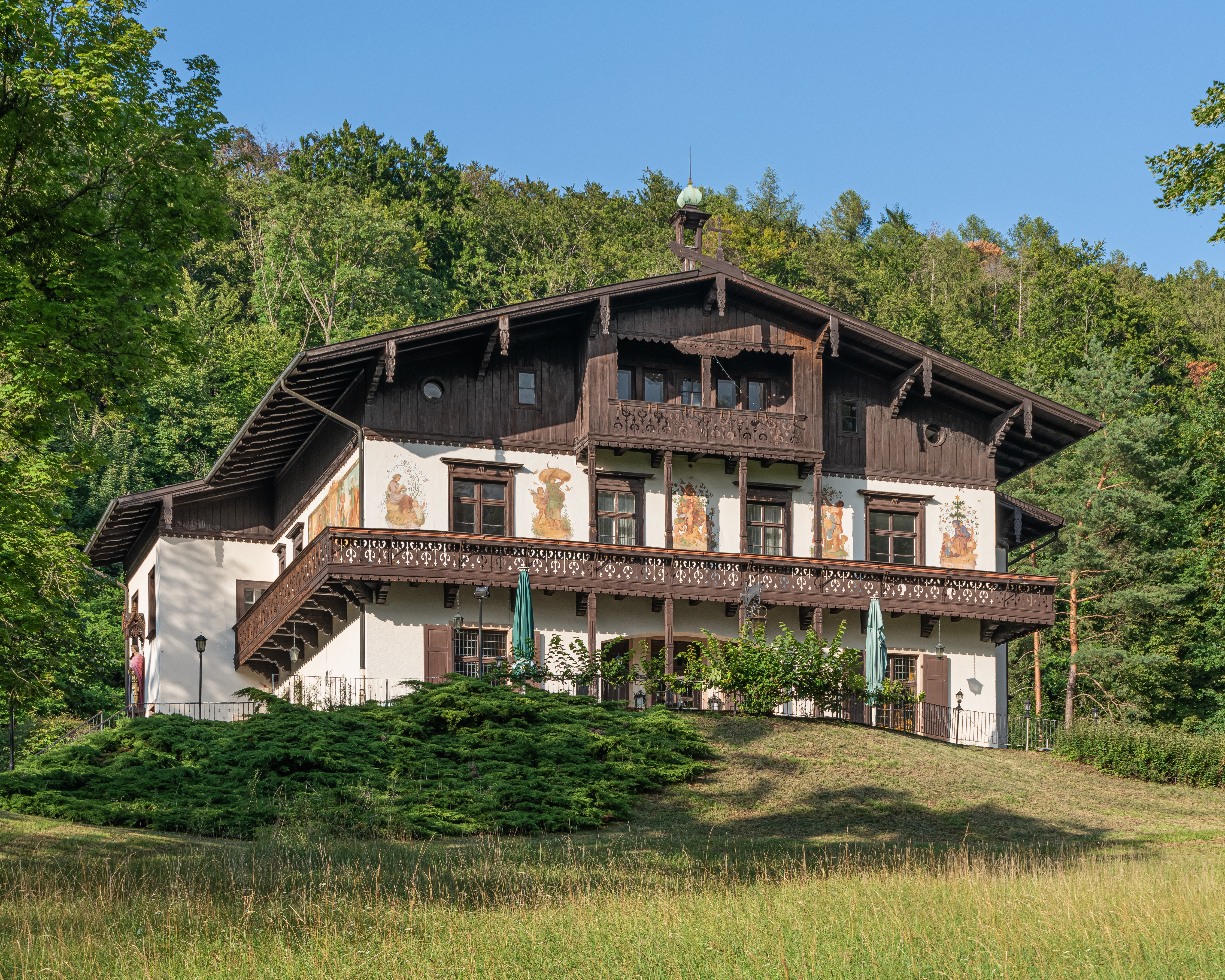
Bad Liebenstein, Villa Feodora
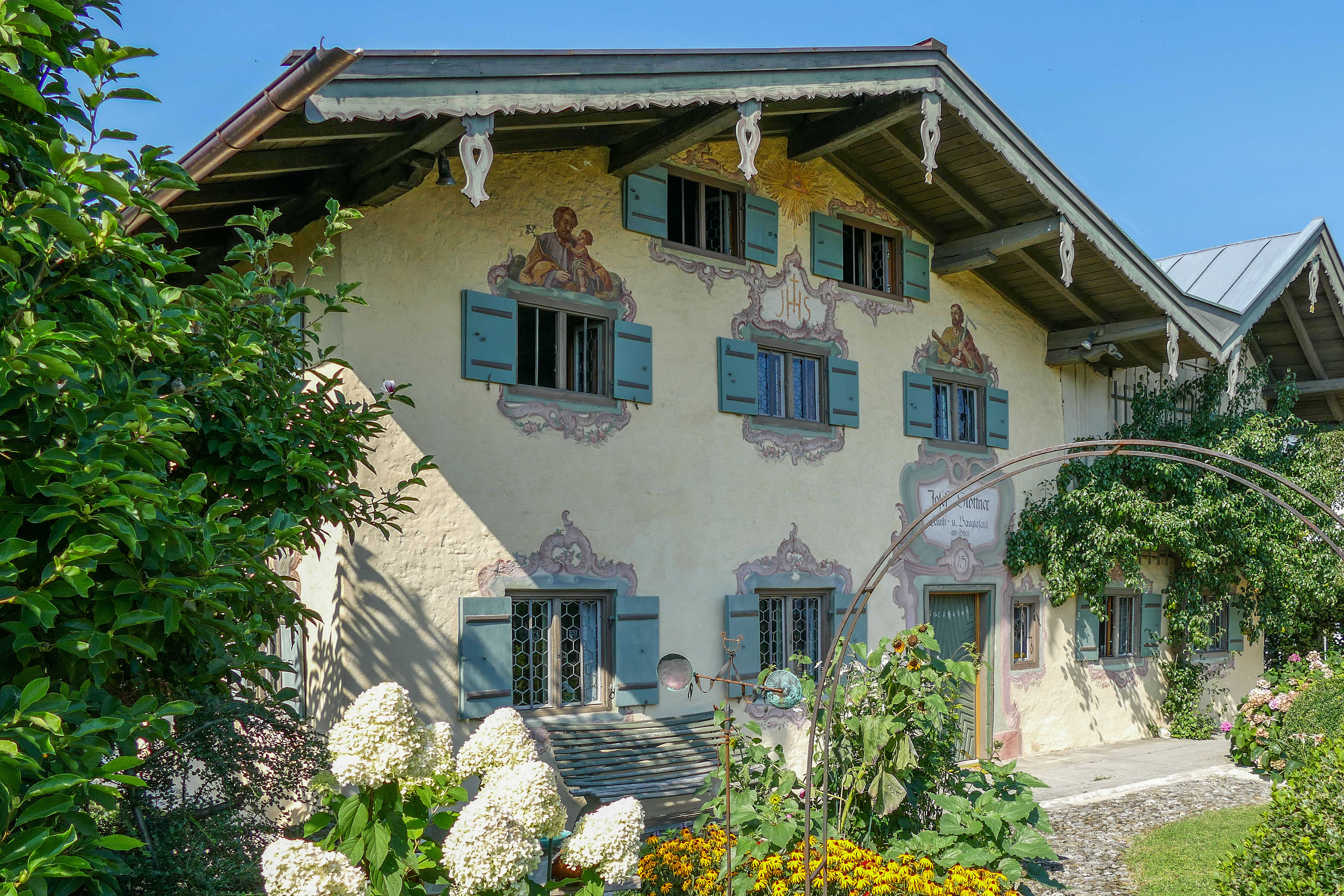
Das Stettner-Haus in Prien am Chiemsee, Ortsteil Am Gries
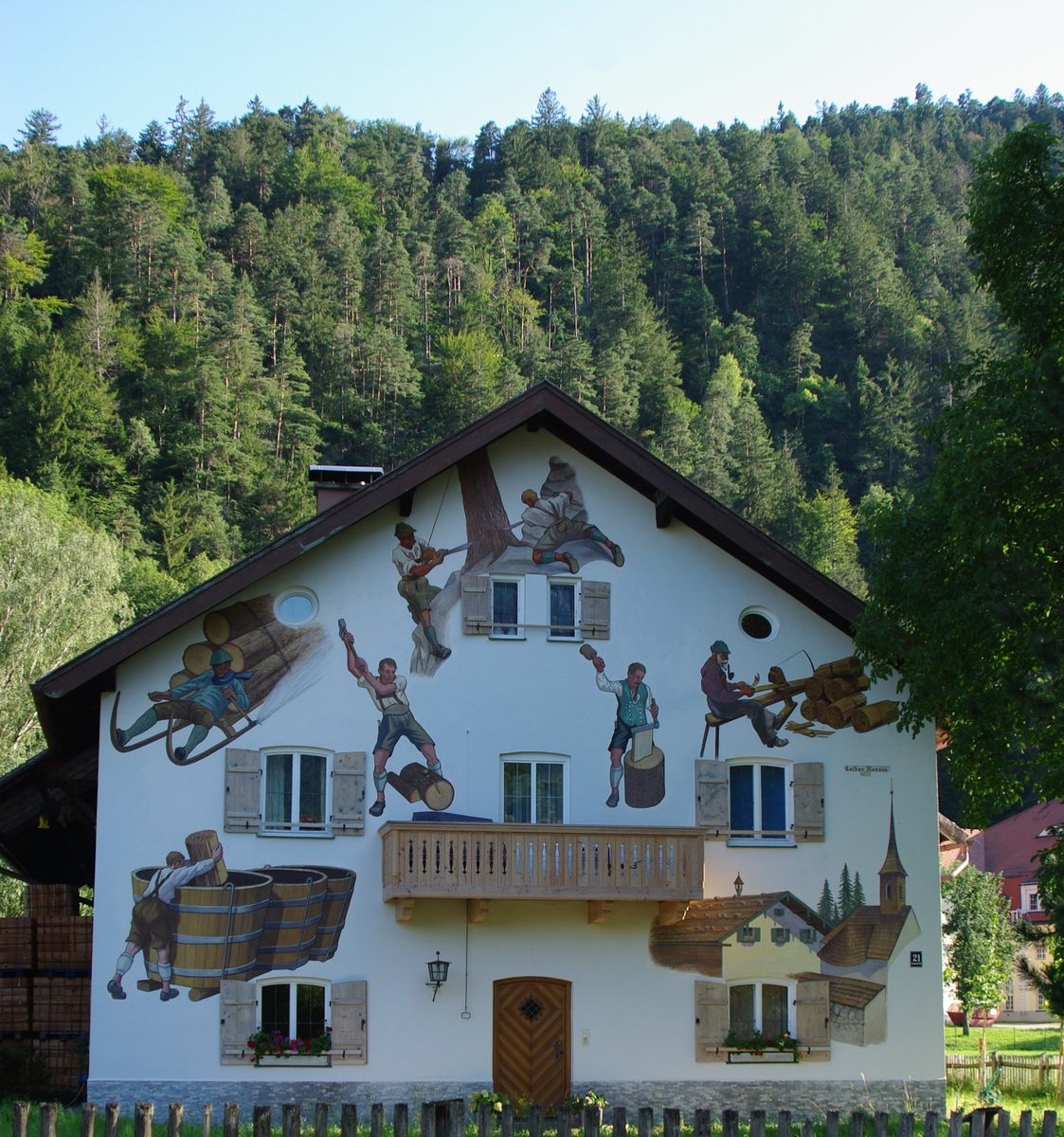
Motive der Schindelherstellung, Fa. Rapold in Bad Reichenhall
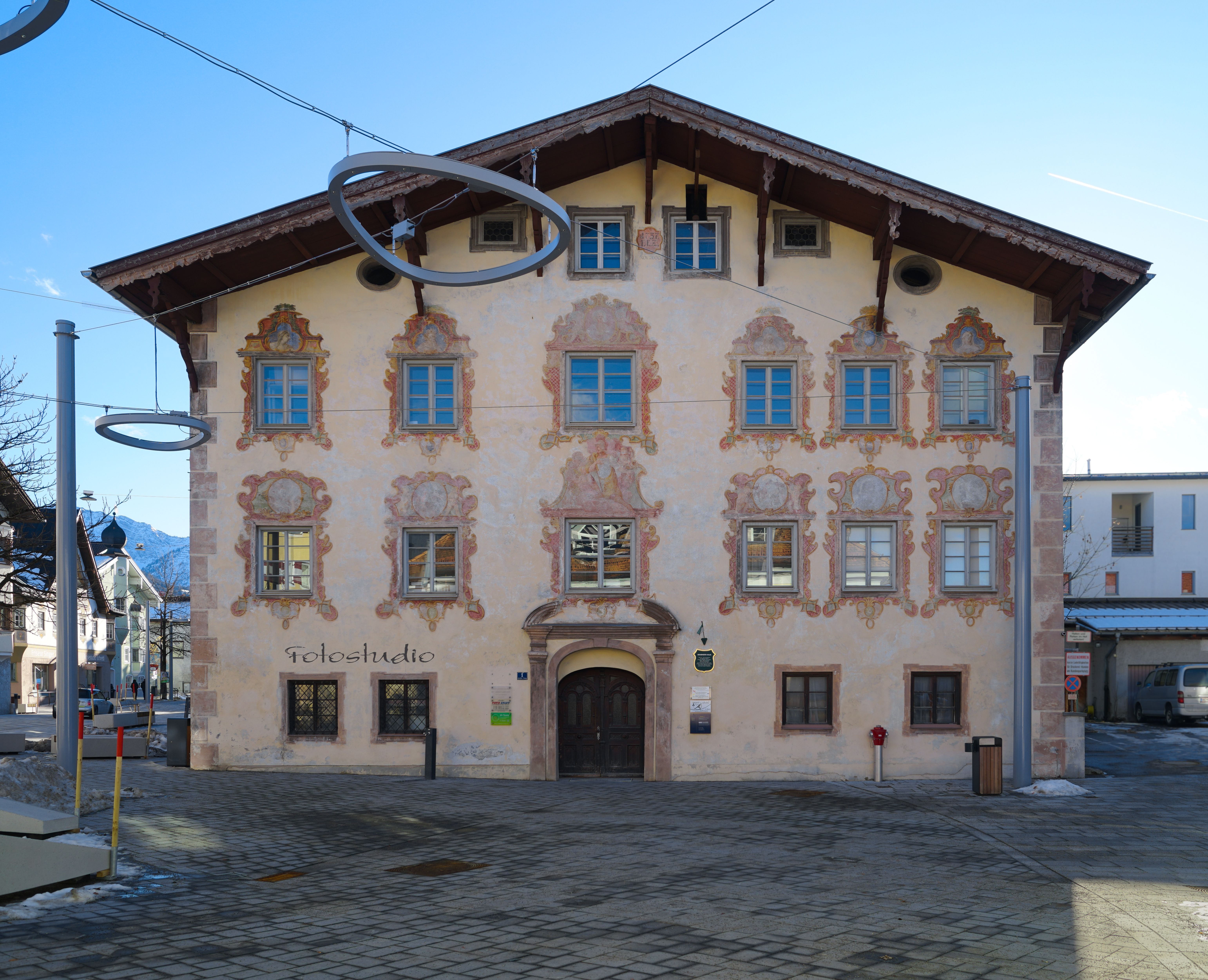
Grabherr Haus in Reutte